# Tetela del Monte
Tetela del Monte es un pueblo ubicado en el norponiente de Cuernavaca está en una zona boscosa con un clima templado subhúmedo.

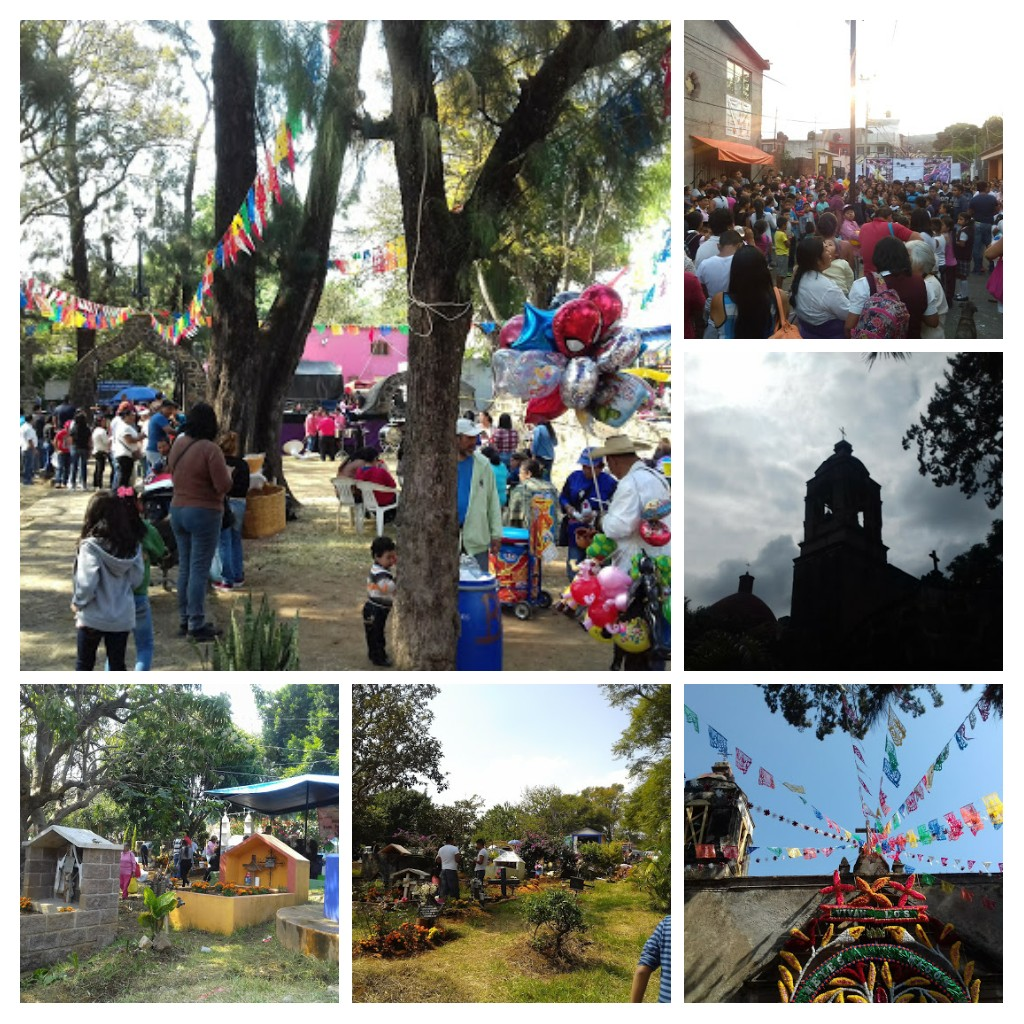
Tetela del Monte.

Tetela del Monte es famoso por la capilla de los Tres Reyes Magos construida en el siglo XVI bajo la orden de los franciscanos, especialmente por la barda que la rodea, diseñada y construida por John Spencer.
En la zona existe una gran cantidad de viveros con plantas destinada al ornato.
En las inmediaciones del pueblo, los botánicos Mario Adolfo Espejo Serna y Ana Rosa López-Ferrari reseñaron, en 2002 a través de la revista Acta Botánica Mexicana, dos especies nuevas de orquídeas, endémicas de la zona: Malaxis ribana y Habenaria uncata. Desafortunadamente, «esa parte del estado ha resentido en forma considerable los efectos de la perturbación antrópica y la especie no se ha vuelto a encontrar en tiempos recientes.»

## Historia
En la época prehispánica existieron asentamientos en la zona conocida como Tetela o Cerritos, ya que se han encontrado vestigios arqueológicos de grupos nómadas. Han encontrado piezas de alfarería y figuras con rasgos típicos, que el INAH ha ubicado en el periodo Preclásico Medio (1,100-500 a. d.c.) Y Preclásico Tardío (500 a. d. C.100 d. d. C.). La influencia Olmeca es notable. El Imperio de Cuauhnáhuac se mantuvo independiente del dominio de Tenochtitlán y sólo hasta el reinado de Moctezuma (estuvo en el poder de 1440 a 1469 d. C.), el valle tlahuica se volvió tributario del imperio mexica.
Los conquistadores trajeron consigo 12 frailes de la orden franciscana, en 1524, siendo Fray Toribio de Benavente (Motolinía) el pionero tanto en la crónica como en la evangelización de la región de Cuauhnáhuac, arribando a Tetela en 1526, dirigió la construcción de la Capilla de los Santos Reyes de 1530 a 1540. el campanario corresponde al siglo XVII, muestra la fecha de 1677 y alberga dos campanas de bronce, fundidas en 1768 Y 1808 respectivamente.
El poblado de Tetela del Monte ya tenía gran tradición desde antes de la llegada de los españoles, era paso obligado para los guerreros y sus acompañantes venían de lugares más lejanos, se dirigían hacia chalma.
En la época prehispánica, la zona se conocía sólo como Tetela, siendo el cacique Itzcoalt, que en Náhuatl significa "serpiente de obsidiana", Axomulco fue otro de los nombres del poblado, por haberse construido allí el primer ingenio azucarero, dirigido por el señor Antonio Serrano de Cardona, posteriormente los franciscanos lo nombran San Gaspar Tetela, durante la revolución se le dio el nombre de Santa María Tetela y actualmente es Tetela del Monte, nombre aceptado por los pobladores desde 1940.
En ese lugar se construyó sobre un antiguo Teocalli, dedicado muy probablemente a la diosa Coatlicue, considerada madre de todas las diosas, otros investigadores lo asocian con Tonátzin y Tlaloc. Capilla de los Santos Reyes, nombre que ha recibido debido al lienzo
que se encuentra en el atrio "La adoración de los Reyes Magos", donde aparecen Melchor, Gaspar y Baltasar.

La toponimia de Tetela del Monte proviene del Náhuatl Tete, plural de Piedra y Tla-n, que significa abundancia, lo que da como resultado, que se refiere a un lugar donde hay "abundancia de piedras", "pedregal" o "tesoros enterrados".

## Festividades
La celebración más importante de Tetela son los días 6 y 7 de enero, que coinciden con la fiesta de los Reyes Magos, ya que su Templo está dedicado a Los tres reyes magos.La avenida cercana se llamaba antes de 1976 Tetela, pero Armando León Bejarano le cambió de nombre (calzada de los reyes).
La complementan con los tradicionales toritos, quema de un castillo y jaripeos, y suelen durar casi una semana. Esta festividad es de mucho arraigo en el pueblo y los visitantes son asiduos, muchos de ellos familiares de los habitantes de la comunidad.

 

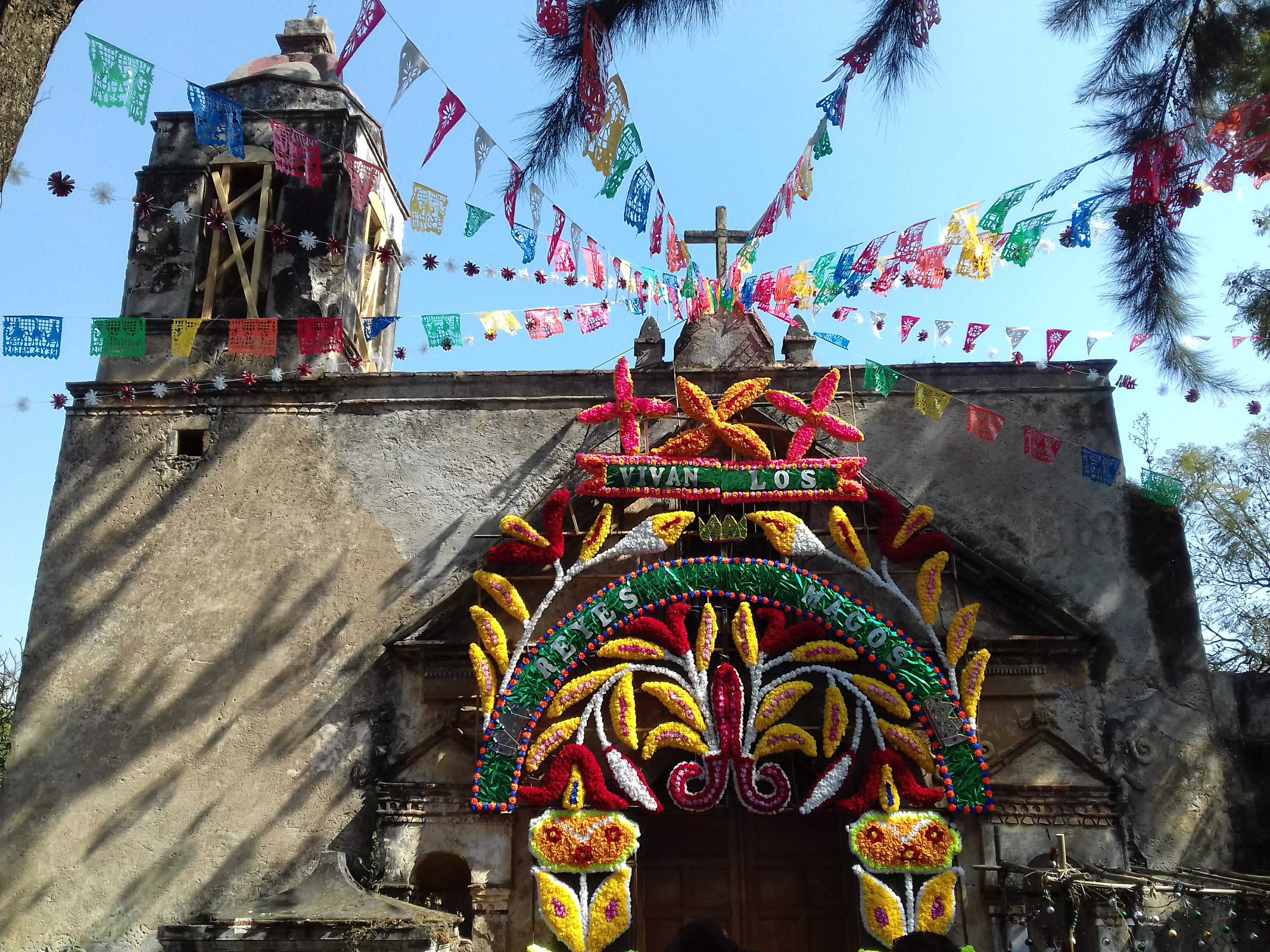
Capilla durante el 6 de enero

La segunda en importancia es La Santa Cruz, que se Celebra el 3 de mayo. No es la tradicional fiesta ésta debe su nombre a la calle más importante del poblado, la calle de La Cruz, donde existe una sencilla Cruz que fue colocada ahí en el siglo XVI. los pobladores tienen como costumbre pintarla y decorarla cada año, En esa fecha la calle se cierra por completo y se acompañan de bandas de viento y el baile de los chinelos, los castillos de cohetes, los toritos, los adornos con globos y flores, tampoco faltan los jaripeos y el baile popular.

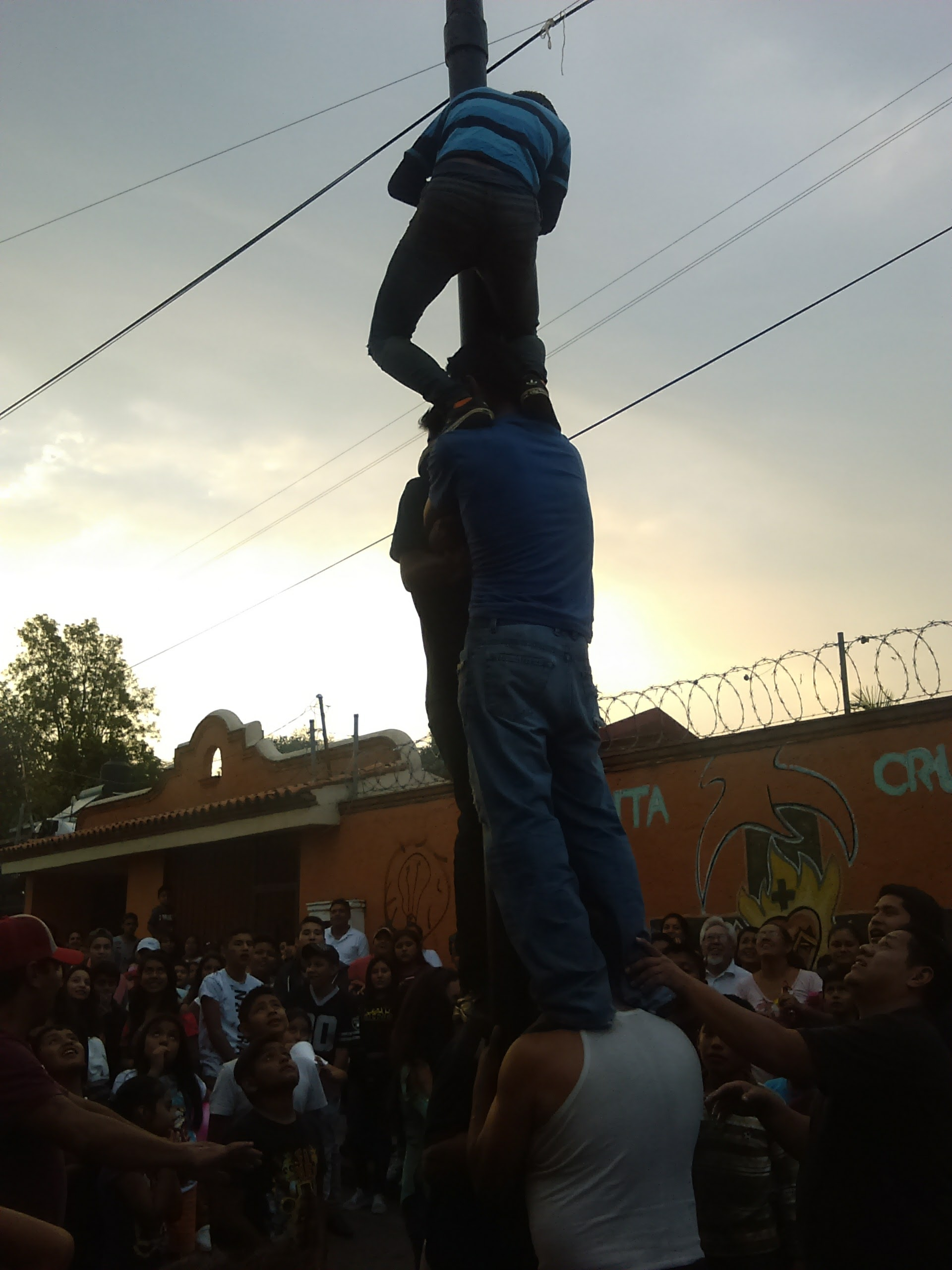
Palo encebado en el día de la cruz

La tercera en importancia es la de Cristo Rey, ya que en la iglesia se encuentra su imagen, la cual fue donada en 1963 al poblado. Acostumbran llevar a cabo una peregrinación por las calles, feria con juegos mecánicos Esta fiesta es movible y se celebra el tercer domingo de noviembre, una semana antes del inicio del Adviento, El cuadro de "La Adoración de los Reyes Magos" es cubierto y colocan en su lugar la figura de Cristo Rey. Las flores de nochebuena cubren el altar.
Tienen otras fiestas que son comunes en toda república, como La Semana Santa y el Día de Muertos

## Turismo
Los visitantes que arriban lo hacen principalmente para participar en las fiestas de la comunidad o son extranJeros que, por medio de revistas internacionales y programas de la National Geographic, trasmitidos en 1985, se han enterado de la Barda Atrial Art Noveu. Pero el poblado cuenta con más atractivos que pueden servir como detonador del desarrollo turístico y por lo tanto socioeconómico del área.
Los principales Atractivos turístico de Tetela del Monte:

### Templo franciscano de Los Reyes Magos
La Barda Atrial, construida por John Spencer es única en el mundo por mezclar elementos del siglo XVI con una construcción del siglo XX.

### Parque ecológico Bosque Real
Es una gran extensión de 511 hectáreas, que cuenta con un clima perfecto debido a sus barrancas y los innumerables apantles que conforman la biodiversidad de su entorno natural. Se pueden encontrar pinos, encinos, bromelias, orquídeas de árbol, tulipanes y una gran variedad de flora. Puede ser usado como zona de campamento, convivías familiares, áreas de esparcimiento, cabalgata, bicicleta de montaña, arqueología, escalada, espelismo, rápel, y muchas más prácticas deportivas al aire libre, siendo de gran atractivo, especialmente para el ecoturismo.
Los viveros son famosos a nivel internacional, pues son visitados por los diseñadores de jardines y actualmente exportan sus plantas a todo el mundo. Son reconocidos como vanguardistas han servido de escaparate esencial para exhibir la calidad de las plantas que se cultivan en el estado, principalmente la horticultura ornamental. El auge de los viveristas se debe al clima privilegiado y a los apantles que alimentan la zona, además de las características geográficas y meteorológicas que favorecen su producción y desarrollo.

### El ojo de agua denominado "El Salto"
Es otro gran atractivo natural de la zona, ahí se conjuntan varios manantiales y forman una gran poza donde es posible practicar la natación, (antes se le conocía como «La playita»), la escalada y el rápel también es un sitio ideal que no ha sido explotado como turismo ecológico. Son cinco los pozos o manantiales que se encuentran en el poblado, siendo sus nombres La India, Palo de Argollas, Barranca de la Gringa, El Salto y Lucila. los cuales, además de proporcionar el vital líquido a los viveros.